# چشمان همگرا
چشمان همگرا (به انگلیسی: Esotropia)، شکلی از انحراف چشم است که در آن  یک یا دو چشم افراد مبتلا به طرف داخل می‌چرخند. این حالت ممکن است دائمی بوده یا به‌طور متناوب اتفاق بیفتدو موجب لوچ شدن چشمان افراد مبتلا گردد. این حالت برعکس چشمان واگرا است.
گاهی‌اوقات آن را به اشتباه «چشم تنبل» می‌نامند،که توصیفی برای تنبلی چشم -کاهش دید در یک یا دو چشم که نتیجه آسیب در چشم نیست و با استفاده از لنزهای اصلاحی درست نمی‌شود-است.بهرحال تنبلی چشم می‌تواند از همگرایی چشمان در کودکی ناشی شود.
برای از بین بردن علائم دوبینی، مغز کودک تصویر ارسال شده از چشم همگرا را سرکوب کرده یا نادیده می‌گیرد،اگر این مشکل درمان نشود موجب افزایش تنبلی چشم خواهد شد.گزینه‌های درمان برای چشمان همگرا شامل استفاده از عینک برای تصحیح ناسازبینی، استفاده از منشور یا تمرینات چشمی یا عمل چشم است.این کلمه از eso یونانی به معنی «به سمت داخل» و trope به معنی «انحراف» است.